# 彩色裂螺
彩色裂螺，又名黑裂裙螺、煙色鱗䗩或斑點邊罅螺，是裂螺科之下的一個笠螺物種，是一種海洋腹足綱軟體動物。
本物種舊屬邊罅螺屬，今屬Variemarginula屬。

## 外部連結
- 維基物種上的相關：彩色裂螺